# Return of the New York Dolls: Live From Royal Festival Hall
Return Of The New York Dolls: Live From Royal Festival Hall – album koncertowy zespołu New York Dolls nagrany w czerwcu 2004 podczas The Meltdown Festival (Londyn). Wydany 4 października tego samego roku przez wytwórnię Sanctuary Records.

## Lista utworów
1. „Looking for a Kiss” (David Johansen/Johnny Thunders) – 3:38
2. „Puss N’ Boots” (David Johansen/Sylvain Sylvain) – 3:17
3. „Subway Train” (David Johansen/Johnny Thunders) – 5:11
4. „Bad Girl” (David Johansen/Johnny Thunders) – 4:08
5. „You Can’t Put Your Arms Around a Memory” („Lonely Planet Boy”) (Johnny Thunders) – 5:52
6. „Private World” (David Johansen/Arthur Kane) – 4:03
7. „Vietnamese Baby” (David Johansen) – 3:54
8. „Dialogue 1" – 2:24
9. „Frankenstein” (David Johansen/Sylvain Sylvain) – 6:41
10. „Babylon” (David Johansen/Johnny Thunders) – 4:15
11. „Dialogue 2" – 2:07
12. „Trash” (David Johansen/Sylvain Sylvain) – 3:35
13. „Jet Boy” (David Johansen/Johnny Thunders) – 7:38
14. „Personality Crisis” (David Johansen/Johnny Thunders) – 8:24
15. „Human Being” (David Johansen/Johnny Thunders) – 7:21

## Skład
- David Johansen – wokal
- Sylvain Sylvain – gitara
- Arthur Kane – gitara basowa
- Steve Conte – gitara
- Gary Powell – perkusja

Gościnnie:
- John Conte – gitara basowa
- Brian Delaney – perkusja